# Энен, Давид
Давид Борис Филипп Энен (нидерл. David Boris Philippe Henen; род. 19 апреля 1996, Либрамон-Шевиньи, Валлония) — бельгийский и тоголезский футболист, вингер клуба «Тобол» и национальной сборной Того.

## Карьера

### Начало карьеры
Начинал футбольную карьеру в местных бельгийских командах «Сент-Сесиль» и «Флоранвиль». Позже футболист перебрался в структуру бельгийского клуба «Виртон». В июле 2010 года из льежского «Стандарда» футболист перешёл в «Андерлехт». В сентябре 2013 года футболист на правах арендного соглашения присоединился к французскому «Монако», где также единожды попал в заявку второй команды клуба. В июле 2014 года футболист был близок к переходу в английский «Эвертону» за сумму порядка 1.5 миллиона фунтов. В сентябре 2014 года футболист перешёл в греческий «Олимпиакос», откуда сразу же на правах арендного соглашения присоединился к английскому «Эвертону». В июле 2015 года английский клуб полноценно выкупил футболиста.

### «Флитвуд Таун»
В ноябре 2015 года футболист на правах арендного соглашения перешёл в английский клуб «Флитвуд Таун» до конца сезона. Дебютировал за клуб 14 ноября 2015 года в матче против клуба «Питерборо Юнайтед», выйдя на поле в стартовом составе. Дебютный гол за клуб забил 21 ноября 2015 года в матче против клуба «Суиндон Таун». Весной 2016 года футболист вернулся в «Эвертон», где продолжил выступать в молодёжных командах. В июле 2018 года футболист покинул ливерпульский клуб.

### «Шарлеруа»
В августе 2018 года футболист присоединился к бельгийскому клубу «Шарлеруа». Дебютировал за клуб 26 сентября 2018 года в матче Кубка Бельгии против клуба «Эндрахт Алст». Дебютный матч в чемпионате сыграл 5 октября 2018 года против клуба «Серкль Брюгге», выйдя на замену на 77 минуте. Своим дебютным забитым голом за клуб отличился 2 ноября 2018 года в матче против клуба «Остенде». По итогу сезона вместе с клубом смог выйти в финал чемпионата за право участие в квалификационном этапе Лиги Европы УЕФА, где уступил «Антверпену».
Новый сезон футболист начал с матча 28 июля 2019 года против «Гента», выйдя на замену на 84 минуте и почти сразу отличившись результативной передачей, благодаря которой получилось закончить матч ничьей. Первым забитым голом в сезоне отличился 31 августа 2019 года в матче против клуба «Васланд-Беверен». По итогу сезона футболист вместе с клубом стал бронзовым призёром чемпионата. Следующий сезон начинал вместе с бельгийским клубом, приняв участие в квалификациях Лиги Европы УЕФА.

### «Гренобль»
В октябре 2020 года футболист перешёл в французский клуб «Гренобль». Дебютировал за клуб 17 октября 2020 года в матче против клуба «Амьен», выйдя на замену на 65 минуте. Первым результативным действием за клуб отличился 2 февраля 2021 года в матче против клуба «Генгам» отдав голевую передачу. Закончил чемпионат на итоговом четвёртом месте, выйдя в стадию плей-офф на повышение в классе, однако в полуфинальном матче 21 мая 2021 годау уступил «Тулузе».
Новый сезон за клуб начал с матча 24 июля 2021 года против «Парижа», выйдя на поле в стартовом составе. Дебютным забитым голом за клуб отличился 11 сентября 2021 года в матче против клуба «Ним». На протяжении первой половины сезона футболист был одним из основных игроков клуба, за который успел отличиться 2 забитыми голами и результативно передачей.

### «Кортрейк»
В конце января 2022 года футболист перешёл в бельгийский клуб «Кортрейк», с которым подписал контракт до конца июля 2024 года. Дебютировал за клуб 5 февраля 2022 года в матче против клуба «Сент-Трюйден», выйдя на замену на 89 минуте. Первым результативным действием за клуб футболист отличился 5 марта 2022 года в матче против клуба «Юнион», отдав голевую передачу. На протяжении сезона футболист был в клубе преимущественно игроком замены, вместе с которым закончил чемпионат на итоговом тринадцатом месте.
Новый сезон футболист начал с матча 23 июля 2022 года против клуба «Ауд-Хеверле Лёвен», выйдя на замену на 81 минуте. Первой результативной передачей в сезоне отличился 2 октября 2022 года против клуба «Антверпен», отдав голевую передачу. На протяжении всего сезона футболист оставался одним из основных игроков клуба, чередуя матчи в стартовом составе и со скамейки запасных, также выбывав из распоряжения клуба из-за различных травм. По итогу сезона вместе с клубом закончил чемпионат на итоговом четырнадцатом месте. В следующем сезоне футболист большую часть матчей пропустил из-за травм.

### «Тобол»
В феврале 2024 года футболист перешёл в казахстанский «Тобол», о чём сообщил президент клуба. Вскоре футболист был официально представлен в казахстанском клубе, с которым заключил двухлетний контракт. Дебютировал за клуб футболист 25 февраля 2024 года в матче за Суперкубок Казахстана, став обладателем титула, победив «Ордабасы». Первый матч в чемпионате футболист сыграл 2 марта 2024 года в матче против клуба «Туран», выйдя на поле в стартовом составе и отличившись дебютным забитым голом.

## Международная карьера
Отец футболиста родом из Бельгии, а мать родом из Того. Международную карьеру футболист начал в бельгийских юношеских сборных различных возрастов. В октябре 2014 года вместе с юношеской сборной Бельгии до 19 лет принимал участие в квалификациях юношеского чемпионата Европы. 
В ноябре 2019 года футболист вместе с национальной сборной Того отправился на отборочный турнир Кубка африканских наций. Дебютировал за сборную 14 ноября 2019 года в матче против сборной Комор. Дебютный гол за сборную забил 27 сентября 2022 года в товарищеском матче против сборной Экваториальной Гвинеи.

## Достижения
«Тобол» Костанай
- Обладатель Суперкубка Казахстана: 2024